# ブセナ海中公園

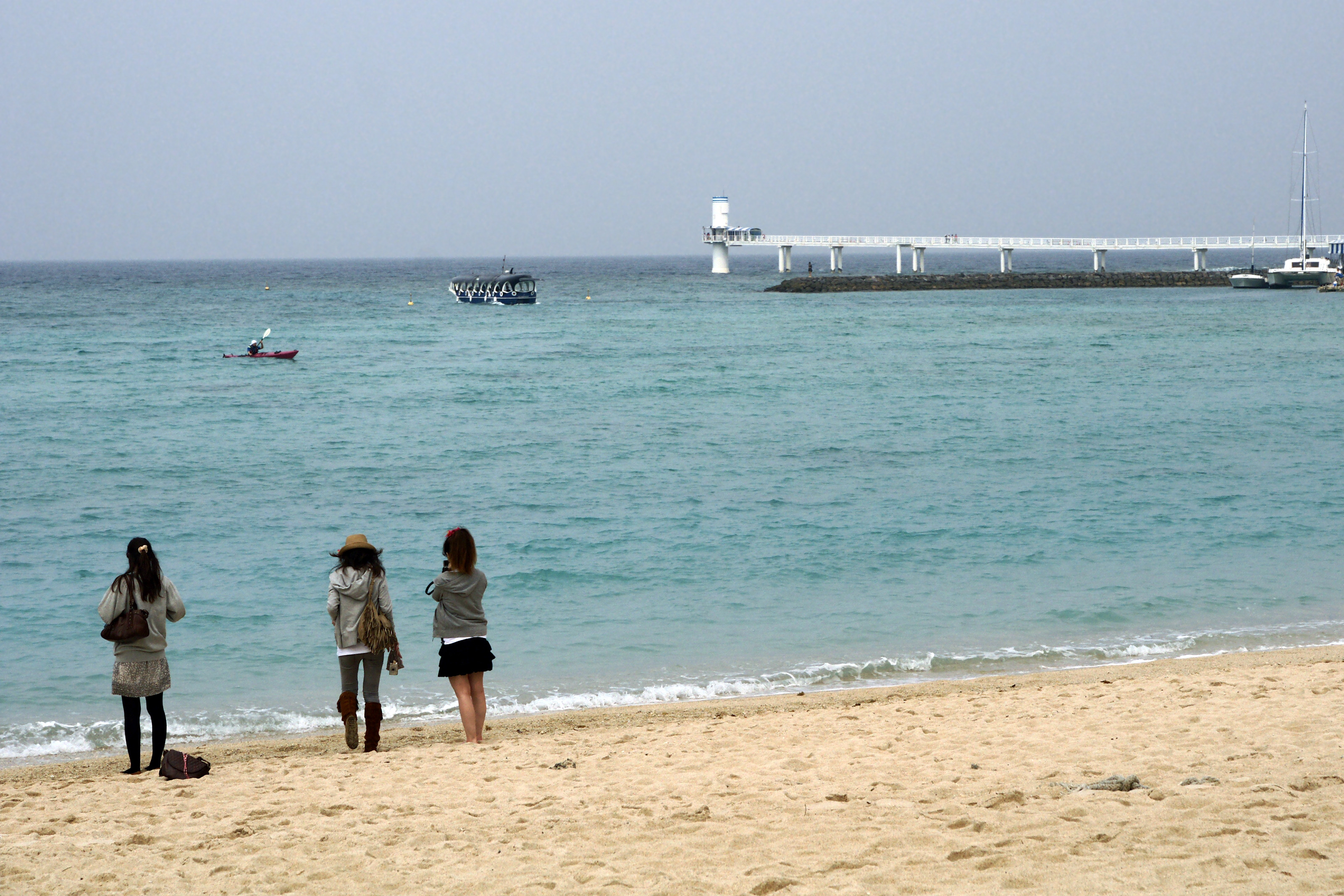
ブセナ海中公園遠景（部瀬名岬西岸）

ブセナ海中公園（ブセナかいちゅうこうえん）は沖縄県名護市の部瀬名岬にある海中公園。沖縄観光開発事業団（現・沖縄観光コンベンションビューロー）により建設され、本土復帰以前の1970年にオープンした。海中公園がある岬の先端と西岸はブセナリゾートとして整備されている。

## 施設

### グラス底ボート
部瀬名岬の先端西岸を発着するクジラ型船体の遊覧船。定員36名のボート2隻が就航している。珊瑚礁とそこに生息する熱帯魚を鑑賞できるようにボート中央部の船底がガラス張りという特徴を持つ。

### 海中展望塔
部瀬名岬の先端の西170mの海上にある海中展望塔。陸地とは歩道橋で繋がる。海中展望塔内部は螺旋階段で、水深5mの底部に円形窓が設けられており、熱帯魚を鑑賞できるようになっている。1970年8月8日竣工、全高22.72m、展望は海抜マイナス5m。

### シャトルバス
ブセナリゾート入口とザ・ブセナテラス、グラス底ボート乗り場を往復するバス。料金無料、定員25名

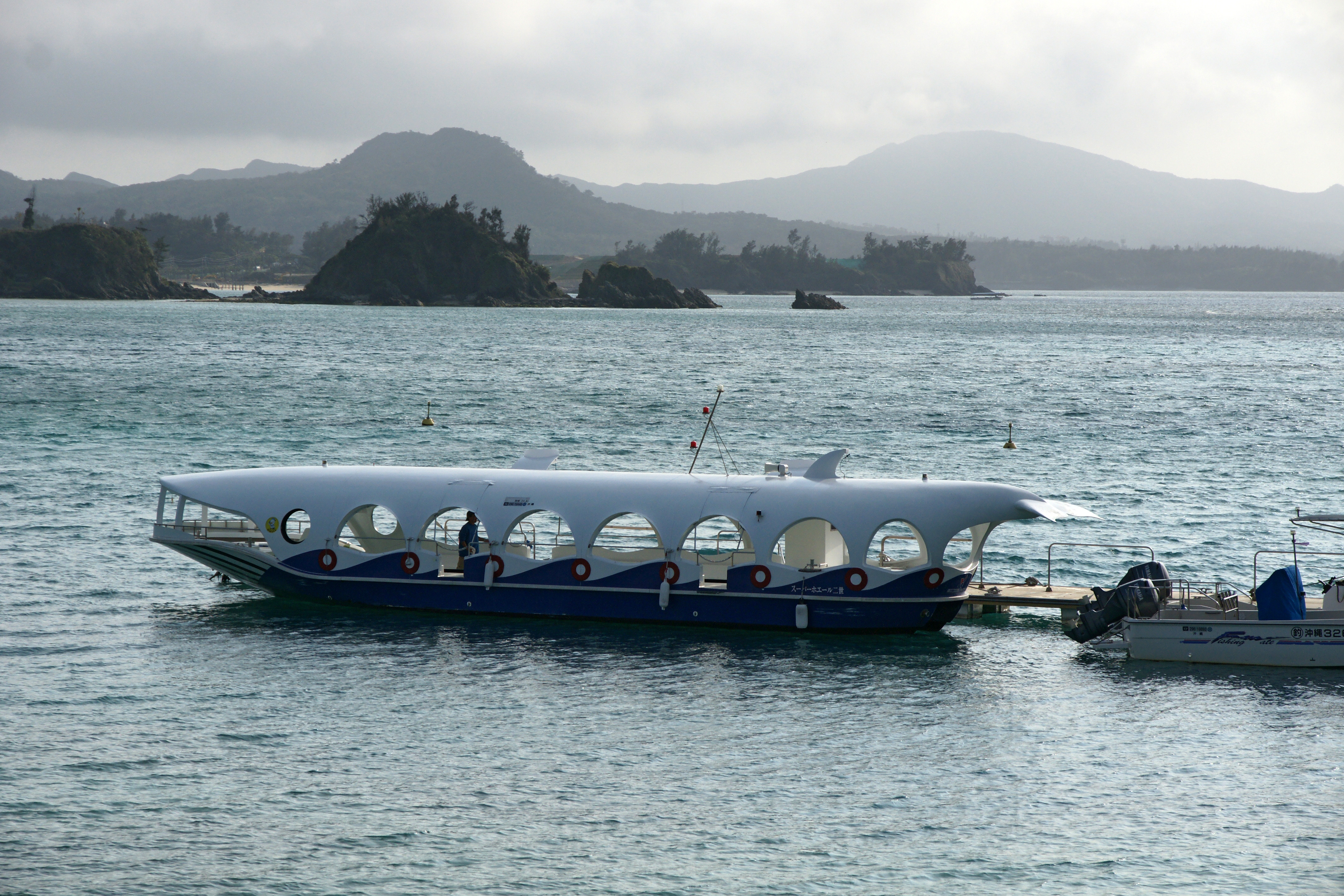
グラス底ボート
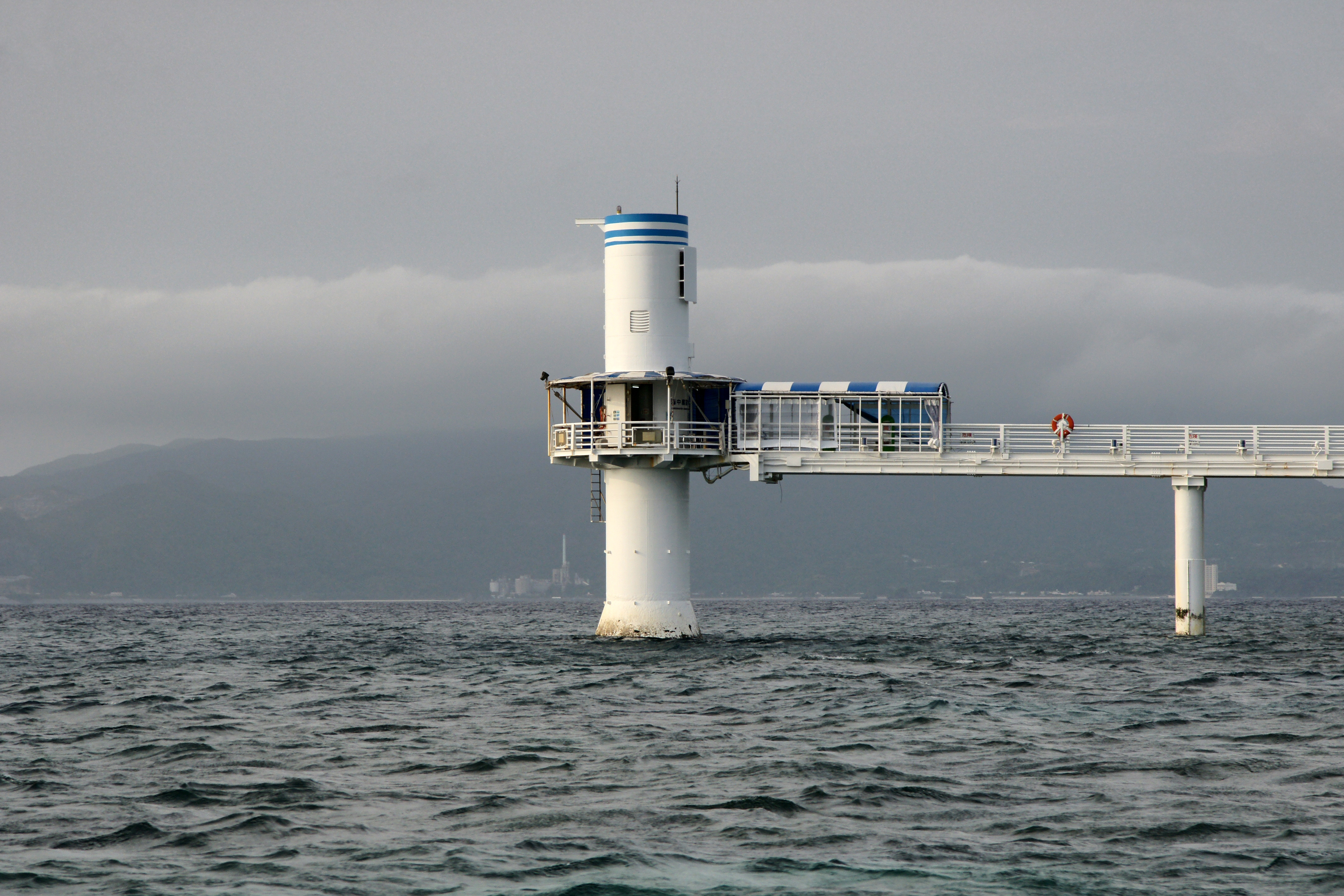
海中展望塔
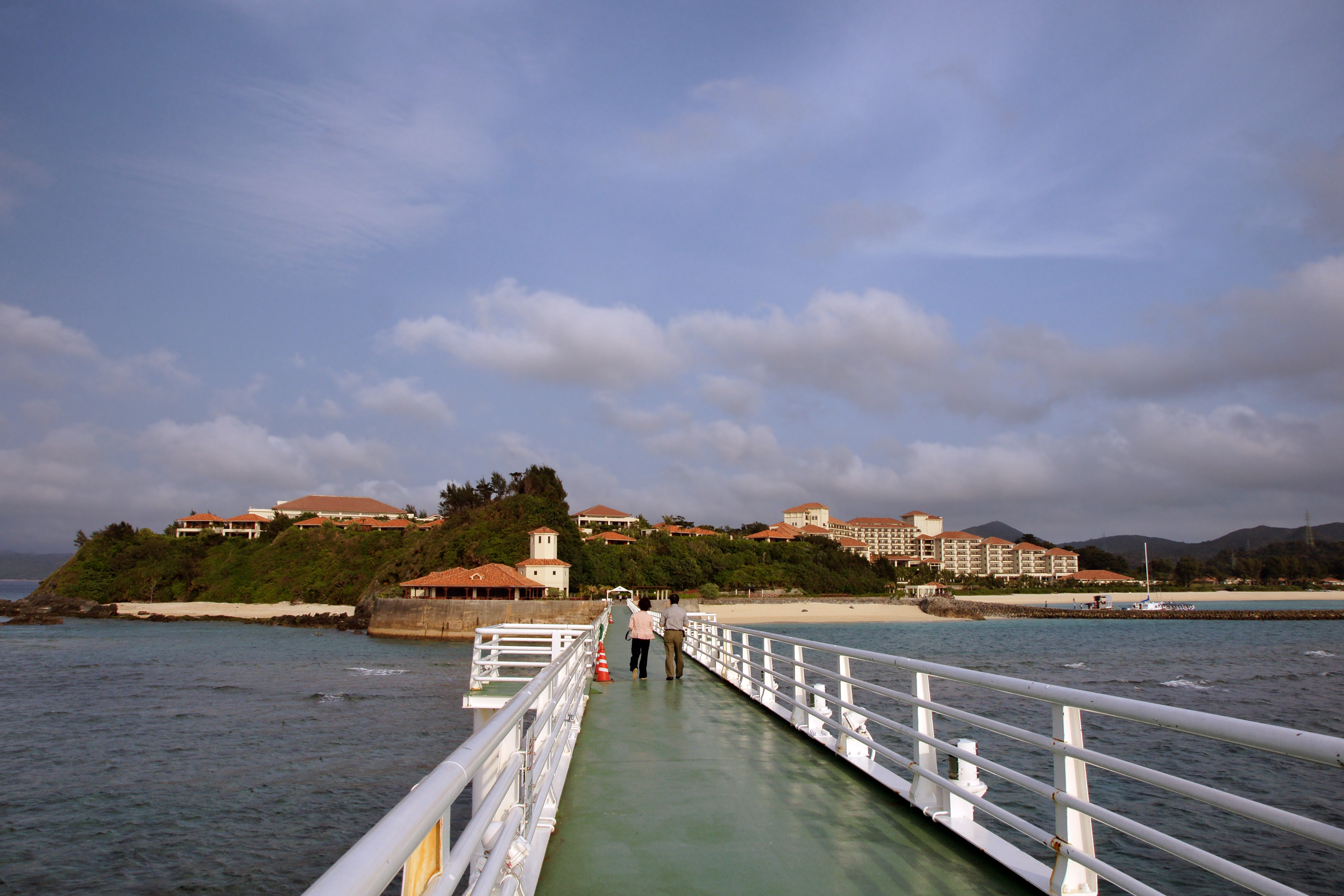
歩道橋、遠景は万国律梁館とザ・ブセナテラス
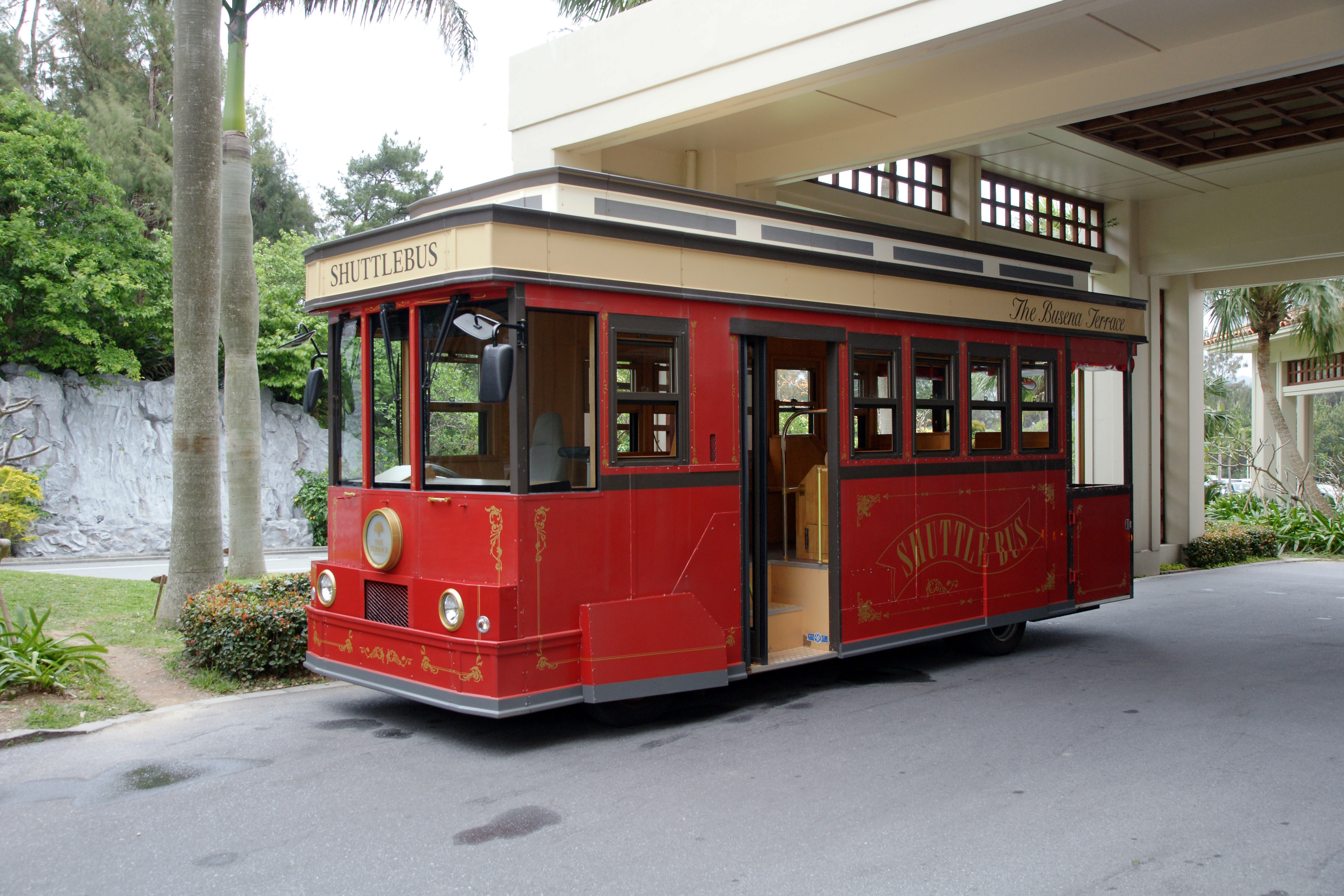
シャトルバス

## データ
- 面積 - 154,392.65m2
- 所在地 - 沖縄県名護市字喜瀬1744-1
- 備考 - 1981年10月15～24日に第8回ウィンドサーフィン世界選手権が当園で開催された。

## 交通アクセス
- 那覇空港からバスで約90分、「ブセナリゾート前」下車すぐ